# Стъклената река
„Стъклената река“ е български игрален филм (драма) от 2009 година на режисьора Станимир Трифонов, по сценарий на Красимир Крумов и Емил Андреев. Оператор е Емил Христов. Създаден е по книгата „Стъклената река“ на Емил Андреев. Музиката във филма е композирана от Божидар Петков.

## Актьорски състав
- Наталия Дончева – Елен
- Стефан Вълдобрев – Отец Петър
- Иван Ласкин – Иманяра Виктор
- Захари Бахаров – Пастира Методи
- Стефан Данаилов – Бащата на Елен
- Лидия Инджова – Момичето от мотела
- Невена Мандаджиева – Баба Монка
- Светозар Неделчев – Бай Димитър
- Николай Урумов – Бизнесмен
- Веселин Анчев – Даниел
- Ирмена Чичикова – Реставраторката
- Марина Попова – Елина
- Мишел Жоани – Лекар
- Христо Чешмеджиев – адвокат
- Михаил Петров – собственик на мотела
- Александър Дойнов – шофьор

В епизодите:
- Детелин Кандев
- Златко Златков
- Георги Кермейски
- Радко Дишлиев